# Guerra ottomano-persiana (1775-1776)
La guerra ottomano-persiana del 1775-1776 fu combattuta tra l'Impero ottomano e la dinastia Zand della Persia. I persiani, governati da Karim Khan e guidati da suo fratello Sadiq Khan Zand, invasero l'Iraq meridionale e dopo aver assediato Bassora per un anno, presero la città dagli ottomani nel 1776. Gli ottomani, incapaci di inviare truppe, erano dipendenti dai governatori mamelucchi per difendere quella regione.
Nel tentativo di raccogliere truppe e provviste per questa guerra, il sultano ottomano Abdül Hamid I, nominò Suleiman al-Jalili mubayaaci (contraente ufficiale delle provviste), ordinandogli di inviare provviste a Baghdad. Suleiman trascurò gli ordini del governo, impedendo ai mercanti di vendere le loro merci. Di conseguenza, i persiani mantennero Bassora fino al 1779 quando gli ottomani, sotto Sulayman Agha, riconquistarono la città, dopo la morte di Karim Khan.